# 帕拉库埃略斯德拉里韦拉
帕拉库埃略斯德拉里韦拉，是西班牙阿拉贡自治区萨拉戈萨省的一个市镇。 总面积15平方公里，总人口255人（2001年），人口密度17人/平方公里。